# Синніколау-де-Беюш
Синніколау-де-Беюш (рум. Sânnicolau de Beiuș) — село у повіті Біхор в Румунії. Входить до складу комуни Шоймі.
Село розташоване на відстані 398 км на північний захід від Бухареста, 44 км на південь від Ораді, 113 км на захід від Клуж-Напоки, 124 км на північний схід від Тімішоари.

## Населення
За даними перепису населення 2002 року у селі проживали 153 особи, усі — румуни. Усі жителі села рідною мовою назвали румунську.